# Cormons
Cormons (Cormòns en frioulan, Krmin en slovène) est une commune de la province de Gorizia dans la région autonome du Frioul-Vénétie Julienne en Italie.
C'est le centre vini-viticole du Collio et du jambon cru.

## Administration
| Période                                  | Période  | Identité        | Étiquette | Qualité |
| ---------------------------------------- | -------- | --------------- | --------- | ------- |
| 2007                                     | 2017     | Luciano Patat   | Sinistra  |         |
| 2017                                     | En cours | Roberto Felcaro | ?         |         |
| Les données manquantes sont à compléter. |          |                 |           |         |

### Hameaux
Angoris, Borgnano, Brazzano, Giassico, San Rocco di Brazzano, Novali, Castelletto, Plessiva, Povia, Fornaci, Roncada, Monticello di Cormons

### Communes limitrophes
Capriva del Friuli, Chiopris-Viscone, Corno di Rosazzo, Dolegna del Collio, Mariano del Friuli, Medea, Moraro, San Floriano del Collio, San Giovanni al Natisone

### Jumelages
- Friesach
- Tokaj
- Collio

## Histoire
À l'époque romaine, elle était un camp militaire et en 610 les Lombards la fortifièrent. Pendant le haut Moyen Âge, elle fut la capitale des Patriarches d'Aquilée pendant près d'un siècle sans doute à cause de son importance stratégique pour l'accès à Gorizia. Passée aux mains des comtes de Goritz pendant la seconde moitié du XIIIe siècle, elle fut cédée à Maximilien I de Habsbourg en 1497 qui l'acquit définitivement en 1500, à la mort du dernier comte de Gorizia, Léonard. Les Habsbourg détinrent la ville et tout le comté de Gorizia environnant jusqu'à la Première Guerre mondiale, à l'exception d'une brève parenthèse napoléonienne.
Le 12 août 1866, on y signa l'armistice entre l'Italie et l'Autriche qui mit un terme à la Troisième guerre d'Indépendance. Au cours des cinquante ans suivants, la ville connut un fort développement économique comme tout le reste du comté de Gorizia et Gradisca, qui avait bénéficié de sa position méridionale en Autriche-Hongrie pour devenir le « verger de l'empire ». La production agricole (vin, fruits) était florissante, ainsi que l'artisanat  et un petit secteur industriel animé par les filatures de Cormons, Brazzano et Sdraussina. La proximité de la frontière encourageait une active contrebande. Cormons fut élevée au rang de ville par François-Joseph le 6 juillet 1912.
Au cours de la Première Guerre mondiale, elle passa d'abord en mains italiennes puis fut reconquise par les Autrichiens (28 octobre 1917, Bataille de Caporetto). Elle devient définitivement italienne au terme du conflit.